# Świercze (województwo mazowieckie)
Świercze (do 1 kwietnia 1986 Świercze Koty) – wieś w Polsce, położona w województwie mazowieckim, w powiecie pułtuskim, w gminie Świercze. Ma status sołectwa.
W latach 1975–1998 miejscowość położona była w województwie ciechanowskim.
Miejscowość jest siedzibą gminy Świercze.